# 亀井南冥

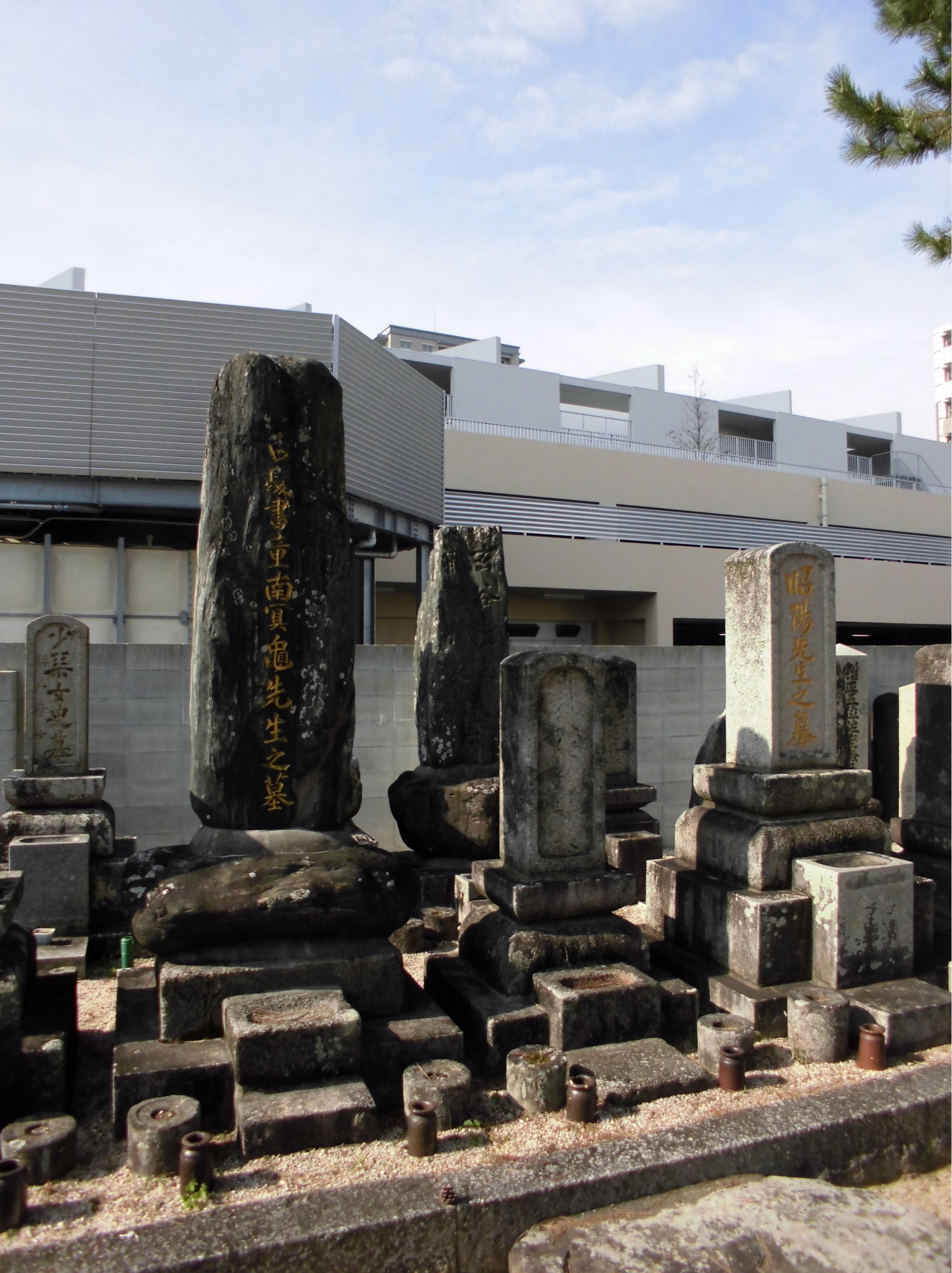
亀井 南冥・昭陽一家の墓（浄満寺、福岡市）

亀井 南冥（かめい なんめい、寛保3年8月25日（1743年10月12日） - 文化11年3月2日（1814年4月21日））は、江戸時代の儒学者、医者、教育者、漢詩人。筑前国姪浜（現在の福岡市）に生まれる。諱は魯、字は道載、通称は主水、南冥はその号である。亀門学の祖。

## 生涯
筑前国早良郡姪浜村の村医亀井聴因の長男として生まれる。幼少より父のもとで学問に励み、青年にいたり、肥前蓮池の黄檗僧大潮元皓に師事し、更に都へ上って吉益東洞に師事したが、すぐに永富独嘯庵の門下に移る。永富は山脇東洋の高弟で、山県周南に学んだ人物である。よって、南冥は儒学者としては蘐園学派（古文辞学）に属し、医学では山脇東洋の流れを汲むことになる。永富の門下生時代の南冥は、師の著作『漫遊雑記』に序文を提供する程の秀才として名を馳せている。また、小石元俊（蘭学者）・小田享叔（儒学者）とともに「独嘯庵門下の三傑」と呼ばれたという。
帰郷後は父と共に博多唐人町に開業する傍らで宝暦12年（1762年）には私塾を開き、多くの門人を集めた。一方で、宝暦・明和期にはたびたび長崎を訪問して時代の新風に触れ、安永期の京坂に遊んでは大坂の混沌詩社にも出入りしている。安永7年（1778年）、福岡藩主黒田治之は南冥を儒医として採用し、天明4年（1784年）には治之の遺言（治之は1781年8月に急死している）で、南冥は新設された二つの学問所の一方である甘棠館（かんとうかん）の祭酒（学長）に就任する。同じく1784年（天明4年）、有名な志賀島の金印（倭奴国王印）が発見される。この発見に対し南冥は素早く『後漢書』東夷伝を引用して金印の由来を説明、次いで『金印弁』を著して金印についての研究を行った。もう一方の学問所である修猷館の学長に就任していた竹田定良（朱子学者）も『金印議』を著したが、内容は南冥の説明の域を大きく出ないもので、結果として南冥の名を高めた。また南冥は金印発見の報と印文並びに鑑定書を全国の学者と知人に送っており、これをもとに上田秋成や藤貞幹なども独自に金印研究を行っている。
その後、寛政2年（1790年）に寛政異学の禁が出され、幕府の昌平坂学問所で朱子学以外の学問が禁止されると、各藩にも影響が出て、蘐園学派に属する南冥の立場は危うくなった。修猷館派の攻撃を受けて寛政4年（1792年）ついに失脚し、南冥は甘棠館祭酒を解任のうえ、蟄居禁足処分となる。寛政10年（1798年）には甘棠館が焼失し、それにともない甘棠館廃止。教官は解職され、生徒は全て竹田定良の修猷館に編入となる。失脚と学校の消滅に南冥は失意に沈むこととなるが、やがて息子の昭陽を中心に私塾として亀井塾が再開され、南冥もそこで指導にあたった。南冥・昭陽父子の下には九州にとどまらず日本各地から弟子が訪れ、多くの優れた人材が育った。文化11年（1814年）3月2日、自宅の失火により死去。伝えられるところでは猛火の中で端座して焚死したという。享年72。
明治44年（1911年）、従四位を追贈された。

## 略年譜
- 1743年（寛保3年）8月25日　福岡市西区姪浜の忘機亭（父の開業医院の名前）[4]に生まれる。父聴因40歳、徳30歳。
- 1750年 弟が生まれる。名は曇栄。
- 1756年（宝暦6年）肥前蓮池（現：佐賀市）の僧大潮に入門。荻生徂徠の徂徠学にふれる。
- 1759年（宝暦9年）僧大同と長崎に遊ぶ。
- 1761年（宝暦11年）春、永富独嘯庵と長崎に遊ぶ。また熊本にも遊ぶ。
- 1762年（宝暦12年）上京して吉益東洞について学ぶが、直ちに去る。
- 1763年（宝暦13年）大坂に赴き、永富独嘯庵に師事して医学を学ぶ。福岡に帰る。父の60歳を祝う。5月永富独嘯庵の漫遊雑記に序を書く。12月朝鮮通信使と藍島で謁見、応酬唱和して文名をあげる。
- 1764年（明和元年）父と共に福岡城下の唐人町に転居して開業。儒学の講義所である蜚英館（南冥堂）を開く。
- 1766年（明和3年）永富独嘯庵がなくなり、永富充国（9歳）の養育を託される。
- 1768年（明和5年）長崎に遊ぶ（3度目）。
- 1770年（明和7年）父失明。
- 1771年（明和8年）門人3名を同行し熊本に遊ぶ。
- 1772年（安永元年）長崎に遊ぶ（4度目）。脇山富（25歳）と結婚。
- 1773年（安永2年）長男昭陽が生まれる。父の70歳を祝う。徳山藩士青木和卿が訪れる。
- 1774年（安永3年）8月から10月に門人緒方周蔵を同行させて、久留米、柳川、熊本、鹿児島に遊ぶ。 『南遊紀行』 に纏められる。次男が生まれる。
- 1777年（安永6年）2月から4月。京都に遊ぶ。徳山において、島田藍泉に会い、終生の友となる。三男が生まれる。
- 1778年（安永7年）5月藩主黒田治之の特命で、藩儒医として兼帯を認められ、15人扶持となる。藩主の侍講を勤める。弟が崇福寺86世となる。
- 1780年（安永9年）父没す。
- 1781年（天明元年）『肥後物語』 が成る。 『半夜話』 もこのころか。
- 1783年（天明3年）5月御納戸組となり給知百五十俵を得る。6月竹田定良とともに、藩主黒田治之の興学の遺命を伝えられる。南冥の建議の結果西学問所（甘棠館）が認められる。11月学問所建築の書状を受ける。12月西学問所の上棟。
- 1784年（天明4年）2月甘棠館落成。祭酒（館長）となり孔子を祭る。2月23日志賀島において、金印出土。鑑定書である 『金印弁』を執筆。
- 1785年（天明5年）昭陽（長男）を伴い秋月藩 黒田長舒（朝陽）に謁し、以後毎月講義をする。
- 1787年（天明7年）2月。150石となる。3月「岡県白島碑文」を作る。 『春秋左伝考義』の執筆にとりかかる。
- 1789年（寛政元年）「大宰府旧祉碑文」を作り自書するが、建碑は許可されない。
- 1790年（寛政2年）母没す。
- 1792年（寛政4年）7月11日、甘棠館祭酒（館長）を免ぜられる。独楽園にこもり医業に専念。昭陽（長男）が儒官となり家督を継ぐ。
- 1793年（寛政5年） 『論語語由』全十巻完成。
- 1794年（寛政6年） 『論語撮要』 2巻を著す。
- 1795年（寛政7年） 『語由補遺』 が成る。昭陽結婚す。
- 1796年（寛政8年）広瀬淡窓が昭陽と面会。南冥は詩を教える。
- 1797年（寛政9年）南冥と淡窓の面会。淡窓の入門。
- 1798年（寛政10年）唐人町の火災で甘棠館が類焼。亀井家の全ての建造物を焼失。昭陽の長女誕生。6月廃校の命令。昭陽も儒官を免ぜられる。その後、南冥、昭陽も姪浜に居を移す。
- 1799年（寛政11年）昭陽、唐人町に新築。
- 1800年（寛政12年）正月元旦、再び唐人町の出火により類焼。百道林に移る。
- 1801年（享和元年）昭陽、百道林に新築。南冥のために草香江亭ができあがり、移り住む。隣地に家塾を営む。
- 1802年（享和2年）昭陽の 『古序翼』 、『字例術志』 が成る。帆足万里が来て南冥と会う。南冥60歳の誕生を祝う。
- 1804年（文化元年）大宰府に遊ぶ。
- 1805年（文化2年）昭陽に長男が誕生。仙台の大槻民治が南冥に会う。
- 1806年（文化3年）秋月藩主黒田長舒の後援により 『論語語由』刊行される。9月昭陽秋月藩の参勤交代により江戸に赴く。
- 1807年（文化4年）昭陽が江戸より戻る。南冥の妻の富が没する。
- 1810年（文化7年）寿蔵（生前つくる墓）を作り自著する。
- 1814年（文化11年）3月2日、原因不明の出火により、自宅の火災で焼死。地行（現・福岡市中央区地行）の浄満寺に葬られる。

## 著書
- 『南冥問答』： 医学書。1779年著。南冥が儒医に抜擢された翌年。問答形式である[5]。
- 『古今斎以呂波歌』： 医学書。古今斎とは南冥のことである。これを模して淡窓にも「以呂波歌」がある[6]。
  - 最初は　医は意なりと云者を会得せよ、手にも取れず、書にもかかれず。論説をやめて病者を師とたのみ、夜を日に継いで工夫鍛錬。繁盛を好む心を的にして、直き矢の根をとくぞ、かしこき。人命を害せぬ場合のみこんで、その上でこそ、救う方便よ。（中略）奴婢も人、士君子も人、疾には貴賎高下は無としるべし。
- 『論語語由』：荻生徂徠の学問とも、当時の朱子学とも異なっていた。刊行されたが、余り重要視されているわけではない。しかし、具体的に儒学を日常生活、さらには当時の支配者のためではなく、自らのあり方、生き方への指標を見出していこうというものではないか[7]。渋沢栄一の 『論語講義』に、この本は触れており、また渋沢は版木をもとに 1919年に『論語語由』 を刊行している。

## 門下生
亀井塾門下生には以下のような人物がいる。
- 山口白賁 - 筑前国福岡藩士。甘棠館訓導を務める。南冥の女婿。
- 稲村三伯 - 因幡国鳥取藩医。蘭学者として日本初の蘭日辞書『ハルマ和解』を完成させる。
- 伊藤常足 - 筑前国古物神社に仕える神職。国学者。『太宰管内志』を編纂する。
- 原古処 - 筑前国秋月藩士。藩校・稽古館教授。原采蘋の父。
- 広瀬淡窓 - 豊後国日田の人。咸宜園を主催した教育者。
- 広瀬旭荘 - 豊後国日田の人。亀井門下の「活字典」と称される。淡窓の弟。大坂で活躍。
- 米良東嶠 - 豊後国日出藩士。日出藩校教授の後、同藩家老。
- 高場乱 - 博多の人。医師。興志塾（通称人参畑塾）を主催した教育者。
- 権藤延陵 - 筑後国久留米藩医。農本主義の思想家権藤成卿の祖父。
- 本城太華 - 周防国徳山藩士。藩校・鳴鳳館の第4代教授。